# Aire d'attraction de Mamoudzou
L'aire d'attraction de Mamoudzou est un zonage d'étude défini par l'Insee pour caractériser l'influence de la commune de Mamoudzou sur les communes environnantes. Publiée en octobre 2020, elle se substitue à l'aire urbaine de Mamoudzou, qui comportait 15 communes dans le zonage de 2010.
Elle a pour particularité de regrouper l'ensemble des communes du département.

### Carte

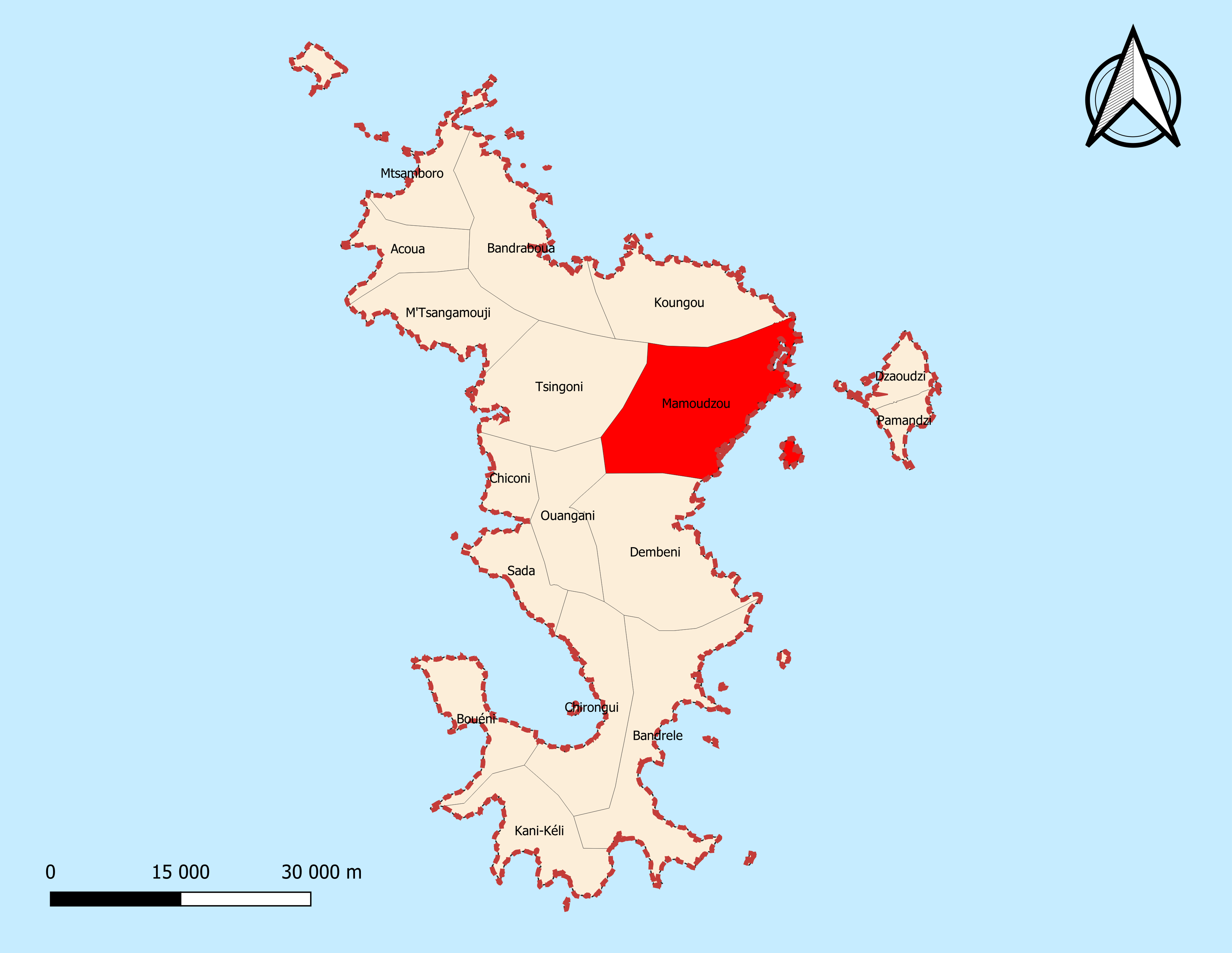
Carte de l'aire d'attraction de Mamoudzou.
Commune-centre
Commune de la couronne

## Définition
L'aire d'attraction d'une ville est composée d'un pôle, défini à partir de critères de population et d'emploi ainsi que d'une couronne constituée des communes dont au moins 15 % des actifs travaillent dans le pôle d'attraction, qui constitue ainsi un point de convergence des déplacements domicile-travail,.

## Géographie
L'aire d'attraction de Mamoudzou est une aire intra-départementale composée de  l'intégralité des 17 communes de Mayotte. 

### Composition communale
| Nom                        | Code Insee | Département | Statut                 | Superficie (km2) | Population (dernière pop. légale) | Densité (hab./km2) | Modifier                                    |
| -------------------------- | ---------- | ----------- | ---------------------- | ---------------- | --------------------------------- | ------------------ | ------------------------------------------- |
| Mamoudzou (commune-centre) | 97611      | Mayotte     | commune-centre         | 42,30            | 71 437 (2017)                     | 1 689              | modifier les données · modifier les données |
| Acoua                      | 97601      | Mayotte     | commune de la couronne | 13,11            | 5 192 (2017)                      | 396                | modifier les données · modifier les données |
| Bandraboua                 | 97602      | Mayotte     | commune de la couronne | 32,11            | 13 989 (2017)                     | 436                | modifier les données · modifier les données |
| Bandrele                   | 97603      | Mayotte     | commune de la couronne | 36,56            | 10 282 (2017)                     | 281                | modifier les données · modifier les données |
| Bouéni                     | 97604      | Mayotte     | commune de la couronne | 14,29            | 6 189 (2017)                      | 433                | modifier les données · modifier les données |
| Chiconi                    | 97605      | Mayotte     | commune de la couronne | 8,26             | 8 295 (2017)                      | 1 004              | modifier les données · modifier les données |
| Chirongui                  | 97606      | Mayotte     | commune de la couronne | 28,76            | 8 920 (2017)                      | 310                | modifier les données · modifier les données |
| Dembeni                    | 97607      | Mayotte     | commune de la couronne | 38,38            | 15 848 (2017)                     | 413                | modifier les données · modifier les données |
| Dzaoudzi                   | 97608      | Mayotte     | commune de la couronne | 7,87             | 17 831 (2017)                     | 2 266              | modifier les données · modifier les données |
| Kani-Kéli                  | 97609      | Mayotte     | commune de la couronne | 20,59            | 5 507 (2017)                      | 267                | modifier les données · modifier les données |
| Koungou                    | 97610      | Mayotte     | commune de la couronne | 28,41            | 32 156 (2017)                     | 1 132              | modifier les données · modifier les données |
| Mtsamboro                  | 97612      | Mayotte     | commune de la couronne | 16,41            | 7 705 (2017)                      | 470                | modifier les données · modifier les données |
| M'Tsangamouji              | 97613      | Mayotte     | commune de la couronne | 21,84            | 6 432 (2017)                      | 295                | modifier les données · modifier les données |
| Ouangani                   | 97614      | Mayotte     | commune de la couronne | 19,05            | 10 203 (2017)                     | 536                | modifier les données · modifier les données |
| Pamandzi                   | 97615      | Mayotte     | commune de la couronne | 4,24             | 11 442 (2017)                     | 2 699              | modifier les données · modifier les données |
| Sada                       | 97616      | Mayotte     | commune de la couronne | 10,26            | 11 156 (2017)                     | 1 087              | modifier les données · modifier les données |
| Tsingoni                   | 97617      | Mayotte     | commune de la couronne | 34,42            | 13 934 (2017)                     | 405                | modifier les données · modifier les données |

## Démographie
Cette aire est catégorisée dans les aires de 200 000 à moins de 700 000 habitants, une catégorie qui regroupe 23,6 % de la population au niveau national.